# Welcome to the Jungle
«Welcome to the Jungle» (в переводе с англ. — «Добро пожаловать в джунгли») — второй сингл американской рок-группы Guns N’ Roses, выпущенный в 1987 году в дебютном альбоме Appetite for Destruction. После выхода 3 октября 1987 года песня достигла 7-го места в Billboard Hot 100 и 24 места в UK Singles Chart. VH1 в 2009 году назвал эту песню величайшей хард-рок песней всех времён и народов.

## Участники записи
- Эксл Роуз — вокал
- Слэш — соло-гитара
- Иззи Стрэдлин — ритм-гитара, бэк-вокал
- Дафф Маккаган — бас
- Стивен Адлер — ударные

## Клип
Geffen Records с трудом выпустили в ротацию клип на эту песню в MTV. Дэвид Геффен договорился, чтобы клип был показан только один раз около 5:00 утра в воскресенье. После того, как только видео было показано, канал ожидали многочисленные звонки от людей, желающих посмотреть клип ещё раз. Несмотря на раннее эфирное время, музыкальный клип привлёк внимание зрителей и быстро стал одним из самых востребованных клипов на MTV.